# Bakreswar
Bakreswar o Bakreshwar és un grup de fonts sulfuroses al districte de Birbhum a Bengala Occidental, prop de la ciutat de Suri, la capital del districte, a la riba del rierol Bakreswar i a un km al sud del poble de Tantipara. La temperatura de l'aigua varia de 128 a 162 graus Farenheit (53 a 72 Celsius) i l'aigua per minut és de 3,59 litres a la font més calenta. Un grup de temples dedicats a Xiva són a la rodalia. El lloc és considerat sagrat perquè hi va morir la deessa Sakti.